# Silhouettes
«Silhouettes» —en español: «Siluetas»— es una canción realizada por el disc jockey y productor sueco Avicii, con la colaboración del cantante sueco Salem Al Fakir. Fue lanzada en formato de descarga digital, el 27 de abril de 2012 en el Reino Unido y el 2 de mayo de 2012 en gran parte del mundo. Algunos blogs musicales postearon erróneamente esta canción como «Flash» de DJ Tatana & Scaloni.

## Video musical
Está codirigido por Victor Köhler y David Dworsky. En primer inicio aparece el tema del vídeo y el nombre Avicii, suena el despertador a las 6:49 a.m. en una habitación de un joven (interpretado por Oscar lindblad), abre las cortinas de la ventana, y este se encuentra frustrado, nervioso y se dirige al baño por un calmante. Toma su mochila junto con sus pertenencias dentro y después aparece en su automóvil conduciéndolo y luego sale del automóvil.
En la siguiente toma aparece el despertador con la hora 11:56 a.m. y se ilustra a una mujer en la habitación del mismo joven, la mujer cierra las cortinas, se dirige al baño a lavarse la cara, coge un vaso, se toma una pastilla y se corta la toma.
Luego aparece el joven en el hospital preparándose para su cirugía, mientras el doctor le explica el proceso de la operación y lo que le cambiará la vida. Mientras la mujer está tomando un poco de vino, suena su celular y la llaman para invitarla a una fiesta. Después sale el doctor escuchando en la radio la misma canción (Avicii - Silhouettes) y la golpea para que vuelva a funcionar y lo consigue. Cuando la radio se repara, se reanuda el vídeo musical y aparece el joven colocándose una bata para la cirugía, en otro lado, la mujer se viste, se maquilla y al terminar de arreglarse voltea una fotografía del joven que estaba en su retocador.
La operación del joven inicia mostrando en el vídeo solo sangre, puntadas y a los doctores haciendo la operación, mientras la mujer baila, toma y disfruta de la fiesta para luego besar a un hombre y hacer el amor con él.
La música se corta, termina la operación del joven, entra al automóvil para dirigirse a su hogar y después sale del automóvil al llegar, entra a su habitación y arroja su mochila y después se reanuda la música. Al final del vídeo se muestra a la mujer acostada con el hombre que tuvo sexo, se muestra su rostro y termina siendo el mismo joven que se realizó la cirugía para cambiar de sexo.

### Curiosidades
- En el video musical, por el minuto 1:31, se logra apreciar a Avicii en un programa de televisión de cocina llamado "Cook" cortando un pepino con el cuchillo.

## Lista de canciones
| Reino Unido – Descarga digital |                              |          |  |
| N.º                            | Título                       | Duración |  |
| 1.                             | «Silhouettes» (Radio Edit)   | 3:31     |  |
| 2.                             | «Silhouettes» (Original Mix) | 7:00     |  |

| Descarga digital (Remixes) |                                                     |          |  |
| N.º                        | Título                                              | Duración |  |
| 1.                         | «Silhouettes» (Syn Cole Creamfields Mix)            | 6:23     |  |
| 2.                         | «Silhouettes» (EDX's Arena Club Mix)                | 5:47     |  |
| 3.                         | «Silhouettes» (Lazy Rich Remix)                     | 6:29     |  |
| 4.                         | «Silhouettes» (Syn Cole Creamfields Mix Radio Edit) | 3:24     |  |

## Posicionamiento en listas y certificaciones
| Lista (2012)                          | Mejor posición |
| ------------------------------------- | -------------- |
| Alemania (Media Control AG)           | 87             |
| Austria (Ö3 Austria Top 40)           | 26             |
| Bélgica (Ultratip flamenca)           | 4              |
| Bélgica (Ultratip valona)             | 29             |
| Dinamarca (Tracklisten)               | 27             |
| Escocia (The Official Charts Company) | 12             |
| Estados Unidos (Hot Dance Club Songs) | 4              |
| Finlandia (OFC)                       | 11             |
| Hungría (Rádiós Top 40)               | 12             |
| Irlanda (IRMA)                        | 27             |
| Países Bajos (Dutch Top 40)           | 35             |
| Reino Unido (UK Singles Chart)        | 22             |
| Reino Unido (UK Dance Chart)          | 5              |
| Suecia (Sverigetopplistan)            | 11             |

| País        | Lista (2012)                | Posición | Ref.   |
| ----------- | --------------------------- | -------- | ------ |
| Reino Unido | The Official Charts Company | 145      | [ 19 ] |
| Suecia      | Sverigetopplistan           | 27       | [ 20 ] |

### Certificaciones
| País        | Organismo certificador | Certificación | Simbolización | Ventas  | Ref.   |
| ----------- | ---------------------- | ------------- | ------------- | ------- | ------ |
| Australia   | ARIA                   | Oro           | ●             | 35 000  | [ 21 ] |
| Reino Unido | BPI                    | Plata         | ♦             | 200 000 | [ 22 ] |
| Suecia      | GLF                    | 3× Platino    | 3▲            | 120 000 | [ 23 ] |

## Historial de lanzamientos
| País        | Fecha               | Formato          | Discográfica    |
| ----------- | ------------------- | ---------------- | --------------- |
| Alemania    | 27 de abril de 2012 | Descarga digital | Universal Music |
| Brasil      | 27 de abril de 2012 | Descarga digital | Universal Music |
| España      | 27 de abril de 2012 | Descarga digital | Universal Music |
| Italia      | 27 de abril de 2012 | Descarga digital | Universal Music |
| Polonia     | 27 de abril de 2012 | Descarga digital | Universal Music |
| Portugal    | 27 de abril de 2012 | Descarga digital | Universal Music |
| Reino Unido | 27 de abril de 2012 | Descarga digital | Universal Music |
| Suecia      | 2 de mayo de 2012   | Descarga digital | Universal Music |